# Општина Балан (Салаж)
Балан (рум. Bălan) општина је у Румунији у округу Салаж.
Oпштина се налази на надморској висини од 222 m.